# Волинський монітор
Monitor Wołyński/Волинський монітор — двомовний часопис, що видається з 2009 року, адресований полякам та особам польського походження, які мешкають у Рівненській, Тернопільській та Волинській областях, і загалом всім, хто цікавиться життям польської меншини в Україні, історією, сучасними українсько-польськими відносинами і культурою.

## Виноски
1. ↑  https://monitorwolynski.com/pl/pages/o-nas
2. ↑  O nas. monitor-press.com (пол.).
3. ↑  Мая Голуб (23 Березня 2024). Як працює польськомовна газета в Луцьку в часи війни. Центр журналістських розслідувань «Сила правди». Процитовано 11 жовтня 2024.